# Herbaren II. van der Leede van Arkel
Herbaren II. van der Leede van Arkel (* um 1205 in Langerak; † vor 1258) war ein holländischer Edelmann aus dem Geschlecht der Herren van Arkel. Nach dem Absterben des ersten Hauses begründete er das zweite Haus der Arkels. Er war Herr Ter Leede, Herr von Polsbroek und ab dem Jahr 1234 im Besitz des Landes van Arkel.
Herbarens Eltern waren Floris Herbaren van der Leede, Herr Ter Leede (dem heutigen Leerdam). Im Jahre 1227 wurde er gerittert und nahm unter der Führung des Utrechter Bischofs Otto II. von Lippe an der Schlacht bei Ane teil. Im Jahre 1230 erhielt er das Lehen Heukelom und wurde auch als Herr von Liesveld und Nieuwpoort genannt. Im Jahre 1234 erbte er vom verstorbenen Jan VII. van Arkel (dem letzten Herren van Arkel aus dem 1. Haus) das Land van Arkel. Herbaren übergab die Herrlichkeit Ter Leede an seinen jüngeren Bruder Johan I. van der Leede und behielt selbst das Land van Arkel.  Herbaren hatte fünf Kinder:
- Jan († 1264)
- Herbaren, Herr van den Berghe
- Otto, Herr von Heukelom und Asperen
- Mabilia
- Mabel